# Catharinakathedraal (Poesjkin)
De Kathedraal van de Heilige Catharina (Russisch: Екатерининский собор) is een Russisch-orthodoxe kathedraal in het centrum van Poesjkin. De kerk werd door de bolsjewieken vernietigd, maar in de jaren 2007-2010 volledig herbouwd. De kathedraal maakt deel uit van het bisdom Sint-Petersburg en is onderdeel van het decanaat Tsarskoje Selo.

## Geschiedenis
De kathedraal werd gebouwd in 1835 in opdracht van tsaar Nicolaas I. De bouw vond plaats volgens plan en onder supervisie van de architect Constantin Ton, die zich hierbij liet inspireren door de kerken in het Soezdal. Inwijding van de kathedraal vond plaats op 24 november 1840, op de feestdag van de heilige Catharina in aanwezigheid van tsaar Nicolaas I en tsarevitsj Alexander Nikolajevitsj. In 1842 werd de tuin rond de kathedraal aangelegd, vanuit twaalf punten liepen er paden naar de kathedraal geflankeerd door tweehonderd uit Nederland geïmporteerde populieren. Een klokkentoren heeft de kathedraal nooit gehad. Wel werden er initiatieven door de geestelijkheid gedaan om bij gelegenheid van het 200-jarig bestaan van Tarskoje Selo om een passende toren bij de kathedraal te bouwen, maar deze voorstellen werden nooit uitgevoerd. In plaats daarvan hingen de klokken in een daarvoor gecreëerde nis onder het dak van de kathedraal. Bij het 50-jarig jubileum van de kathedraal werd in 1890 een renovatie uitgevoerd.

## Sovjetperiode
Vijf dagen na de bestorming van het Winterpaleis werd de priester van de kathedraal, Ivan Kochoerov, vermoord door de bolsjewieken. Tijdens een processie werd hij gearresteerd en vervolgens doodgeschoten. Als eerste nieuwe martelaar werd de priester op verzoek van de parochianen begraven in de kathedraal. In 1994 vond de glorificatie van Ivan Kochoerov plaats. In 1922 wordt de kerk beroofd van waardevolle voorwerpen. Op 1 juni 1938 diende de districtsraad van Poesjkin een verzoek in bij het presidium in Sint-Petersburg om de kathedraal te slopen. Als motivatie voor de sloop werd meegegeven dat de kathedraal geen culturele waarde zou hebben. De toestemming werd verleend en op 11 juli 1938 werd de kathedraal gesloten. Op 10 juni 1939 werd de kathedraal in alle vroegte opgeblazen. Onmiddellijk daarna kwamen er diverse plannen voor herinrichting van het gebied die echter niet werden uitgevoerd. In 1960 werd op de plek van de kathedraal een monument voor Lenin opgericht.

## Herbouw
In 1998 werd in een ontwikkelingsplan van de universiteit van Sint-Petersburg voor het eerst gerept over herbouw van de kathedraal. In 2000 werd in een voorlopig ontwerp van de reconstructie van het plein voorzien in de herbouw van de kathedraal. Op 3 november 2003 werd een orthodox kruis geplaatst op de plek van de kathedraal. Een halfjaar later werd Lenin van zijn sokkel getrokken. In 2007 werden de voorbereidingen getroffen voor de herbouw. De bouw van de kathedraal vond plaats op basis van oude tekeningen en foto's. De viering van het 300-jarig jubileum van Tsarskoje Selo werd op 27 juni 2010 afgesloten met de plechtige inwijding van de herbouwde Catharinakathedraal door Zijne Heiligheid Patriarch Kirill van Moskou en heel Rusland. De plechtigheid was live op de televisie te volgen. De herbouw van de kathedraal werd mogelijk gemaakt door giften van werkgevers en inwoners van zowel Sint-Petersburg als Poesjkin. De kathedraal is 53 meter hoog en heeft vijf koepels. Het gebouw biedt plaats voor 2000 gelovigen.